# Mathieu Carrière
Mathieu Carrière (Hannover, 2 agosto 1950) è un attore tedesco di origine francese.
Già noto come attore bambino negli anni sessanta, la sua carriera prosegue con successo nei decenni successivi in campo cinematografico, televisivo e teatrale.

## Biografia
Nato a Hannover in Germania, in una famiglia franco-tedesca, da Bern Carrière (1921-2015), noto psicologo e psichiatra, e Jutta Mühling (1920-2012), assistente radiologa, aveva due sorelle, l'attrice Mareike Carrière (1954-2014) e Till, anch'essa attrice e morta nel 1979.
Mathieu Carrière comincia a recitare giovanissimo in teatro dall'età di 10 anni. La sua carriera di attore bambino lo porta ad essere protagonista in due importanti produzioni cinematografiche: Tonio Kröger (1964) e I turbamenti del giovane Törless (1966), che lo pongono all'attenzione del pubblico e della critica. Completata la propria educazione in Francia, la carriera attoriale di Carrière non conosce interruzioni. Tra cinema e televisione, ha partecipato sinora - a partire dagli anni sessanta - ad oltre 200 produzioni, tra cui Benvenuta (1983) di André Delvaux, con Fanny Ardant e Vittorio Gassman.

## Filmografia parziale

### Cinema
- Tonio Kröger, regia di Rolf Thiele (1964)
- I turbamenti del giovane Törless (Der junge Törless), regia di Volker Schlöndorff (1966)
- Gates to Paradise, regia di Andrzej Wajda (1968)
- L'amore breve, regia di Romano Scavolini (1969)
- Quel violento mattino d'autunno (Le petit matin), regia di Jean-Gabriel Albicocco (1971)
- Appuntamento a Bray (Rendez-vous à Bray), regia di André Delvaux (1971)
- Malpertuis, regia di Harry Kümel (1971)
- L'uomo dal cervello trapiantato (L'homme au cerveau greffé), regia di Jacques Doniol-Valcroze (1971)
- Barbablù (Bluebeard), regia di Edward Dmytryk (1972)
- Una donna come me (Don Juan ou Si Don Juan était une femme...), regia di Roger Vadim (1973)
- Non c'è fumo senza fuoco (Il n'y a pas de fumée sans feu), regia di André Cayatte (1973)
- Giordano Bruno, regia di Giuliano Montaldo (1973)
- Una vita bruciata (La Jeune Fille assassinée), regia di Roger Vadim (1974)
- Sensoria (Parapsycho - Spektrum der Angst), regia di Peter Patzak (1975)
- India Song, regia di Marguerite Duras (1975)
- Storia d'amore con delitto (Blondy), regia di Sergio Gobbi (1976)
- ...E la notte si tinse di sangue (Die Hinrichtung), regia di Denis Héroux (1976)
- Police Python 357, regia di Alain Corneau (1976)
- Spara ragazzo spara (Zerschossene Träume), regia di Peter Patzak (1976)
- Colpo di grazia (Der Fangschuß), regia di Volker Schlöndorff (1976)
- Bilitis, regia di David Hamilton (1977)
- Donna tra cane e lupo (Een vrouw tussen hond en wolf), regia di André Delvaux (1979)
- Il mio socio (L'associé), regia di René Gainville (1979)
- La moglie dell'aviatore (La femme de l'aviateur), regia di Éric Rohmer (1981)
- Inferno e passione (Egon Schiele - Exzesse), regia di Herbert Vesily (1981)
- La signora è di passaggio (La Passante du Sans-Souci), regia di Jacques Rouffio (1982)
- La donna in fiamme (Die flambierte Frau), regia di Robert van Ackeren (1983)
- Benvenuta, regia di André Delvaux (1983)
- Il ragazzo della baia (The Bay Boy), regia di Daniel Petrie (1984)
- La guerra di Angela (Angelas krig), regia di Eija-Elina Bergholm (1984)
- La donna che ci separa (Bras de fer), regia di Gérard Vergez (1985)
- Strauss, re senza corona (Johann Strauss - Der König ohne Krone), regia di Franz Antel (1987)
- Regina della notte (Tout disparaîtra) (1987)
- L'opera al nero (L'oeuvre au noir), regia di André Delvaux (1988)
- Malina, regia di Werner Schroeter (1991)
- Vite sospese (Shining Through), regia di David Seltzer (1992)
- Cristoforo Colombo - La scoperta (Christopher Columbus: The Discovery), regia di John Glen (1992)
- L'amour conjugal, regia di Benoît Barbier (1995)
- Ternitz, Tennessee, regia di Mirjam Unger (2000)
- Sogni di gloria (The Ride), regia di Gaby Dellal (2002)
- Sogni di gloria - La rivincita di Raf (High Speed), regia di Jeff Jensen (2002)
- Luther - Genio, ribelle, liberatore (Luther), regia di Eric Till (2003)
- Lacrime di Kali (Tears of Kali), regia di Andreas Marschall (2004)
- Arsenio Lupin (Arsène Lupin), regia di Jean-Paul Salomé (2004)
- The Clan, regia di Christian De Sica (2005)
- The Fakir of Venice, regia di Anand Surapur (2008)
- Die Entbehrlichen, regia di Andreas Arnstedt (2009)

### Televisione
- Der Kommissar – serie TV, 1 episodio (1973)
- Il giovane e il Leone – film TV (1976)
- Ein Mann will nach oben – serie TV, 13 episodi (1978)
- Cammini nella notte (Wege in der Nacht), regia di Krzysztof Zanussi – film TV (1979)
- Dantons Tod, regia di Rudolf Noelte – film TV (1981)
- La guerre des insectes – film TV (1981)
- Versuchung – film TV (1982)
- L'ispettore Derrick (Derrick) – serie TV, 4 episodi (1976-1988)
- I promessi sposi, regia di Salvatore Nocita – miniserie TV (1989)
- Il coraggio di Anna, regia di Giorgio Capitani – miniserie TV (1992)
- Amici per la pelle (Freunde fürs Leben) – serie TV, 5 episodi (1993)
- Böses Blut – serie TV, 4 episodi (1993)
- L'amore che non sai – serie TV, 13 episodi (1992-1995)
- Il grande fuoco, regia di Fabrizio Costa – miniserie TV (1995)
- Il ritorno di Sandokan, regia di Enzo G. Castellari – miniserie TV (1996)
- L'avvocato delle donne – miniserie TV (1997)
- Deserto di fuoco – miniserie TV (1997)
- La principessa e il povero – film TV (1997)
- L'elefante bianco, regia di Gianfranco Albano – film TV (1998)
- Tatort – serie TV, 2 episodi, (1996-1998)
- La poursuite du vent – miniserie TV (1998)
- Tre addii – miniserie TV (1999)
- Il commissario Kress (Der Alte) – serie TV, 3 episodi (1983-1999)
- Guardia costiera (Küstenwache) – serie TV, 1 episodio (2000)
- Il commissario Rex (Rex) – serie TV, 1 episodio (2000)
- L'impero – miniserie TV (2001)
- Gli amici di Gesù - Giuda – film TV (2001)
- Gli amici di Gesù - Tommaso – film TV (2001)
- Un caso per due (Ein Fall für zwei) – serie TV, 1 episodio (2003)
- Hans Christian Andersen: My Life as a Fairy Tale – film TV (2003)
- Das unbezähmbare Herz – film TV (2004)
- Il commissario Zorn (Der Ermittler) – serie TV, 1 episodio (2004)
- Unter uns – serial TV, 2 puntate (2005)
- Das geheime Leben der Spielerfrauen – serie TV, 4 episodi (2005)
- La signora delle camelie – film TV (2005)
- La nostra amica Robbie (Hallo Robbie!) – serie TV, 1 episodio (2008)
- Anna und die Liebe – serial TV, 4 puntate (2008)
- Der Gewaltfrieden – film TV (2010)
- Squadra Speciale Cobra 11 (Alarm für Cobra 11 – Die Autobahnpolizei) – serie TV, 1 episodio (2010)
- Romeo e Giulietta – miniserie TV (2014)

## Discografia
- 2006 – Mit bösen Absichten
- 2006 – Hic & Hec O.D. Stufenleiter D. Wol

## Opere letterarie
- Für eine Literatur des Krieges (1983)
- Wilde Behauptung: Jennifer Bartlett und die Kunst (1994)
- Im Innern der Seifenblase (2011)

## Doppiatori italiani
Nelle versioni in italiano delle opere in cui ha recitato, Mathieu Carrière è stato doppiato da:
- Gianni Giuliano ne L'ispettore Derrick (ep. Una vecchia storia), La principessa e il povero, La signora delle camelie, L'opera al nero
- Sergio Di Stefano ne L'ispettore Derrick (ep. Il fattore A), Giuda, Tommaso
- Stefano De Sando ne Il ritorno di Sandokan, Deserto di fuoco
- Roberto Pedicini in Cristoforo Colombo - La scoperta, Frontiera
- Oliviero Dinelli in Il ragazzo della baia
- Maurizio Fardo ne I promessi sposi
- Michele Kalamera ne L'elefante bianco
- Stefano Carraro in Arsenio Lupin
- Carlo Sabatini ne L'ispettore Derrick (ep. Festa a bordo)
- Gino La Monica ne L'ispettore Derrick (ep. Un potenziale omicida)